# محوطه اجاق اوستی
محوطه اجاق اوستی مربوط به عصر آهن است و در شهرستان نیر، بخش کورائیم، دهستان یورتچی غربی، روستای خوناخ قران واقع شده و این اثر در تاریخ ۱۸ اسفند ۱۳۸۷ با شمارهٔ ثبت ۲۴۹۵۱ به‌عنوان یکی از آثار ملی ایران به ثبت رسیده است.